# Вартіокюлянлахті
Вартіокюлянлахті (фін. Vartiokylänlahti) — довга і вузька затока на сході Гельсінкі, між районами Вартіокюля та Вуосаарі. Складова Фінської затоки Балтійського моря. Через затоку споруджено 417 метровий автомобільний міст Вуосаарі та метроміст.
Затока оточена кварталами Мар'яніемі, Пуотіла, Вартіохар'ю, Растіла та Мері-Растіла. По берегах затоки розташовані пляжі та марини.
Затоки Вартіокюлянлахті та Порварінлахті, на північ від Вуосаарі, є залишками протоки, яка до XVI століття відокремлювала материка від Вуосаарі. Середня частина протоки була настільки мілководною, що пізніше її осушили.

## Посилання

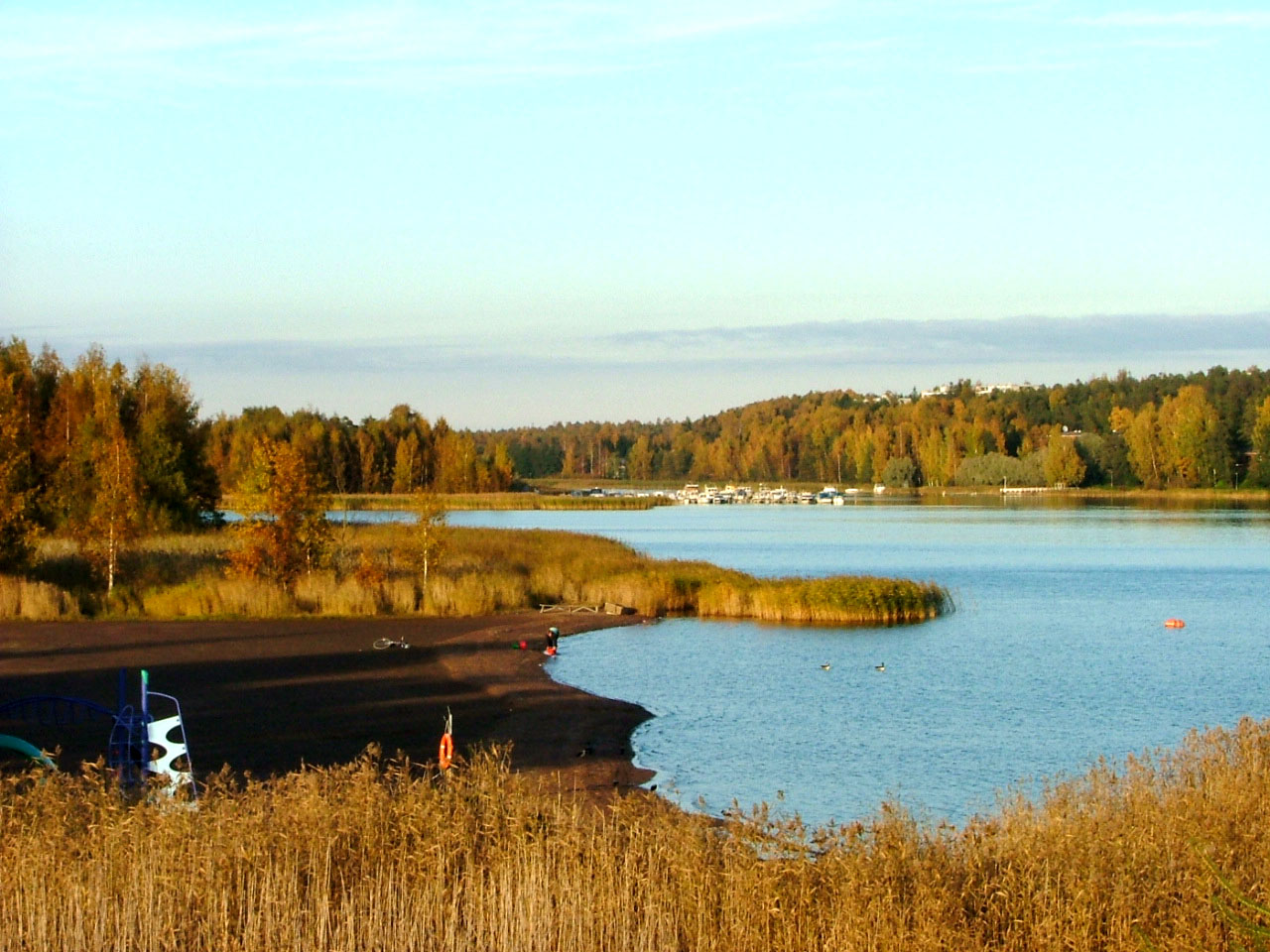
Вид на Вартіокюлянлахті та пляж Пуотіла восени 2004 року.